# United States Naval Forces Central Command

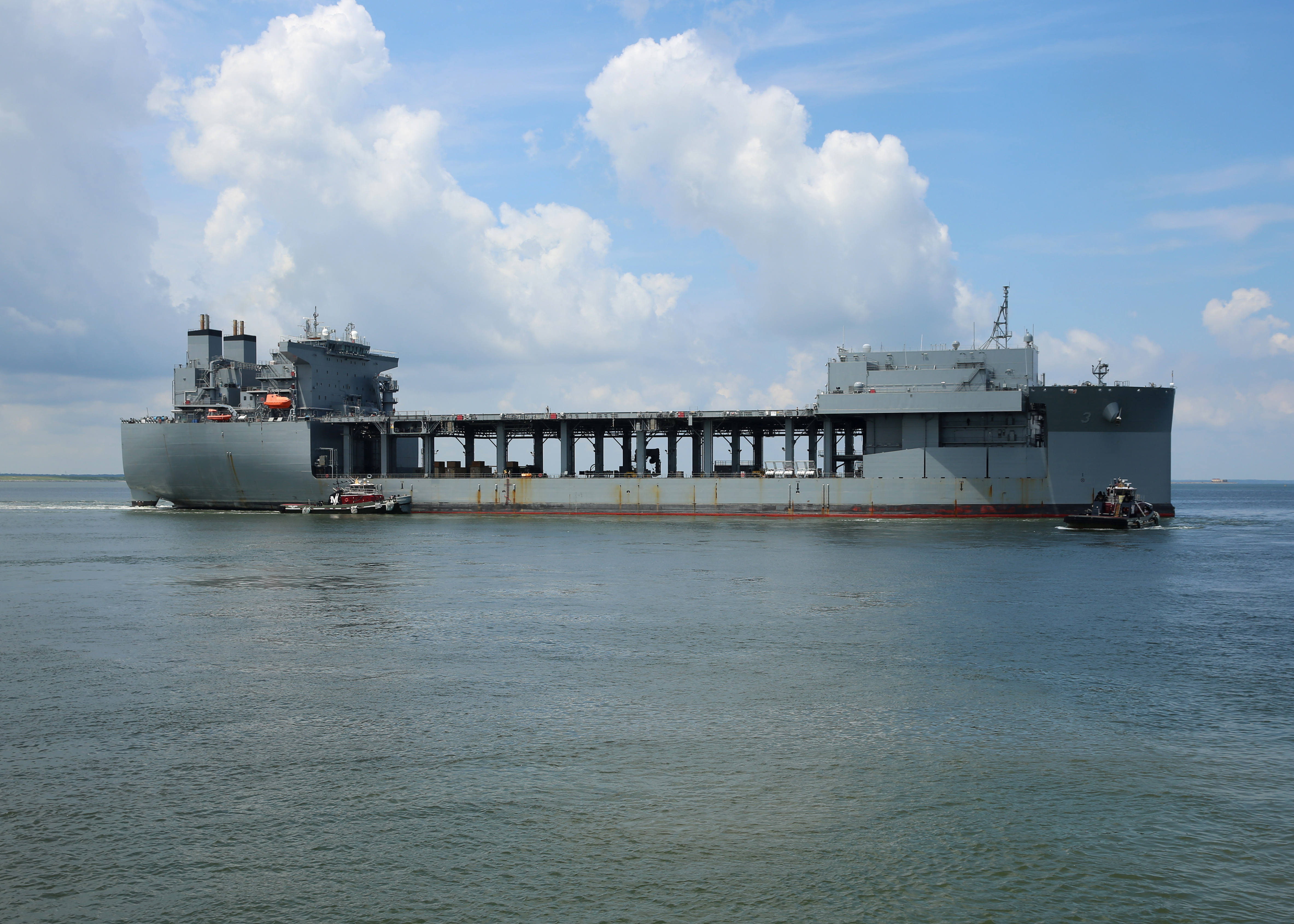
USS Lewis B.Puller ESB-3

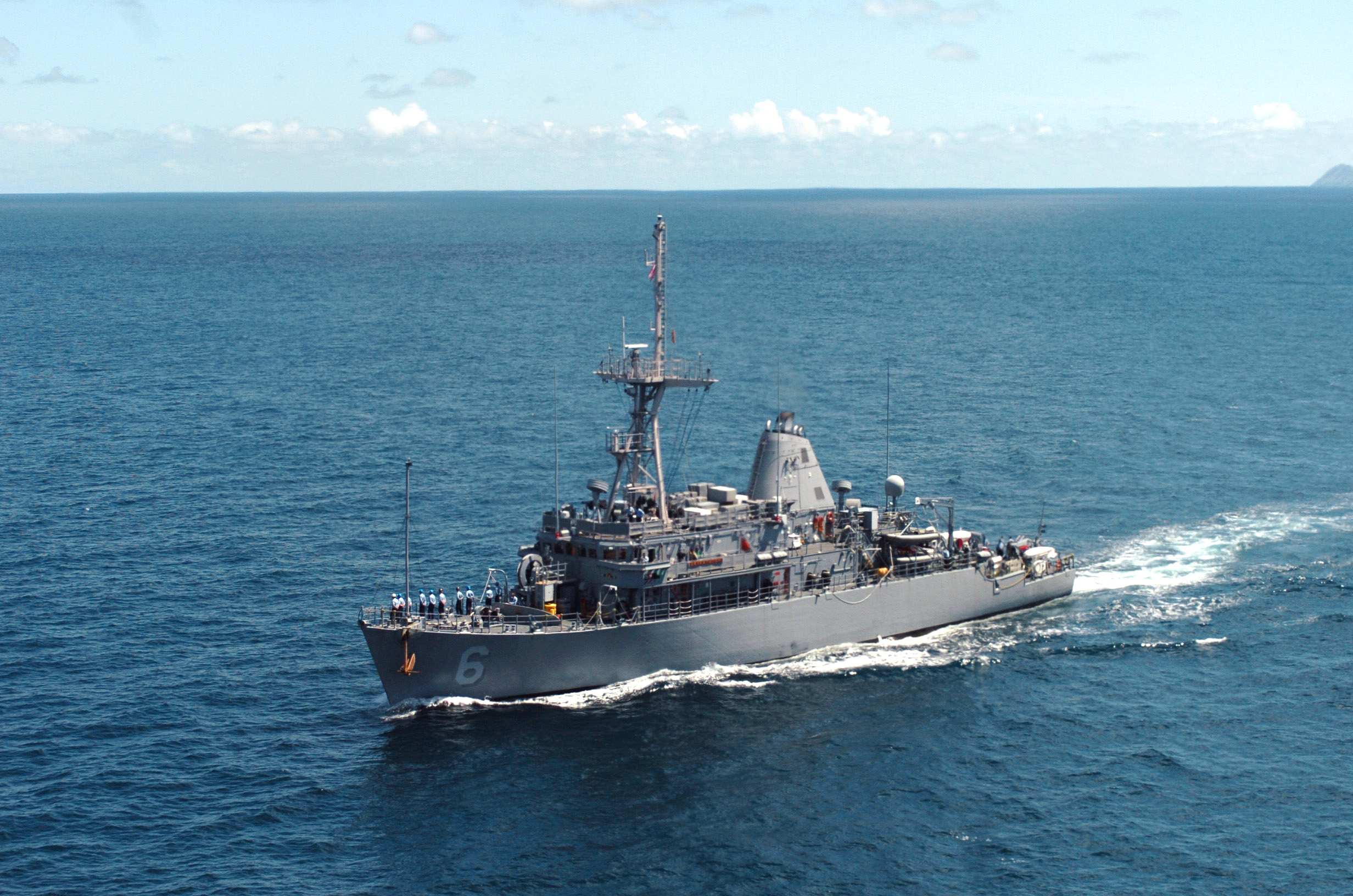
USS Devastator MCM-6

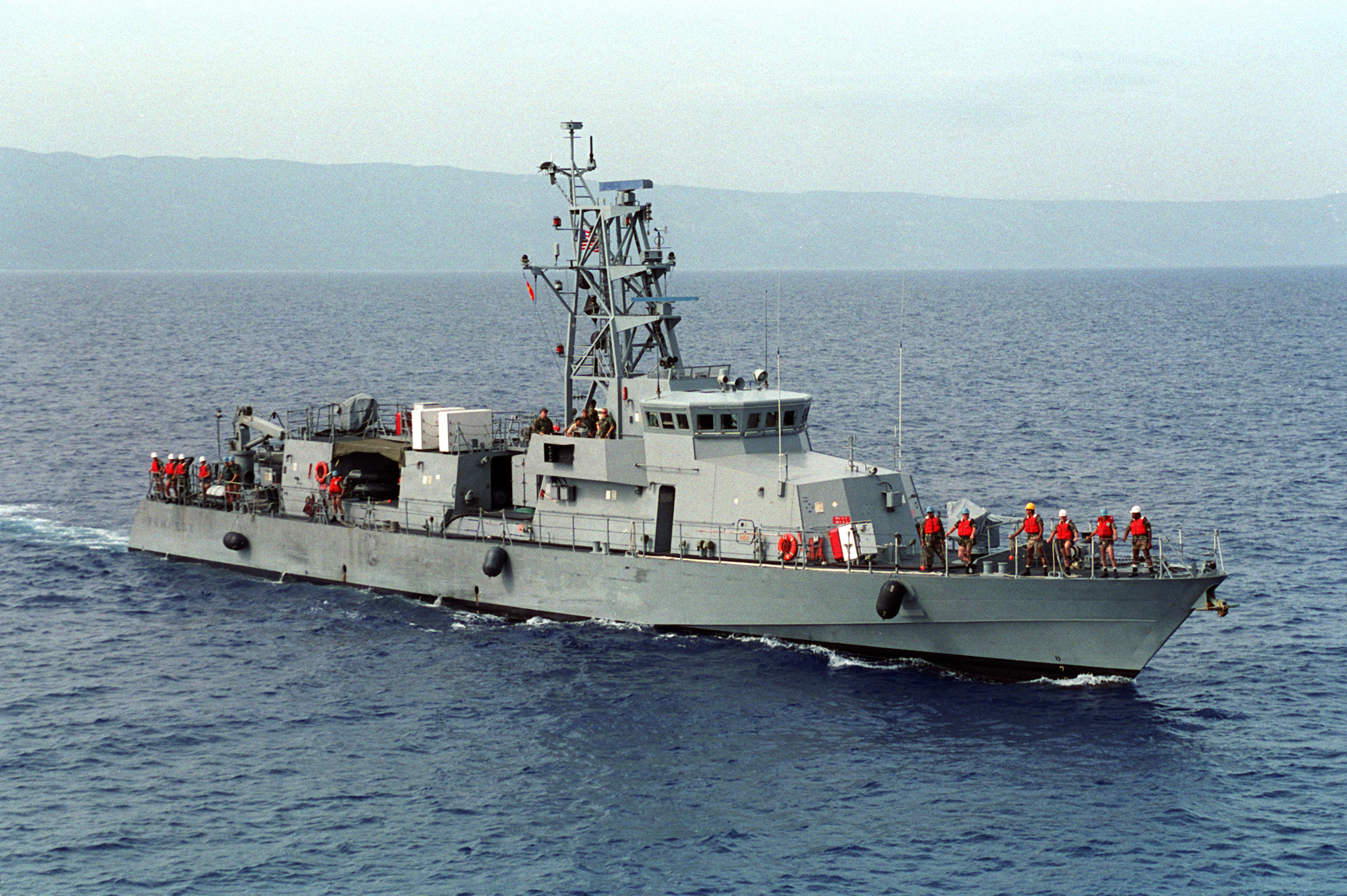
USS Tempest PC-2

Il Comando centrale delle forze navali degli Stati Uniti/Quinta Flotta (NAVCENTCOM/5THFLT) è un comando dell'United States Navy, responsabile su tutte le sue unità navali di superficie, sottomarine e forze aeree dislocate nel Golfo Persico e Mar Rosso. Fornisce le unità navali al comando unificato di teatro dello U.S.Central Command.

## Storia
Nel 1949, la U.S. Navy fondò la Middle East Force (MEF), segnando il passaggio della Marina nel Golfo Persico da una presenza periodica a una più duratura, e impegnata con i suoi partner nella regione.
Nel corso dei due decenni successivi, la U.S. Navy ha aumentato la sua presenza e partecipazione navale nel Golfo Persico e nel Mar Arabico, con l'aumentare dei pericoli per la pace e la stabilità nella regione.
Nel 1971, il MEF stabilì una base in Bahrein e nel 1983 il comando centrale delle forze navali statunitensi (NAVCENT) fu formato dal comando centrale degli Stati Uniti, per rafforzare ulteriormente l'impegno degli Stati Uniti per la sicurezza regionale.
Dodici anni dopo, fu creata la 5ª flotta a cui fu assegnato il controllo operativo delle forze navali schierate nella regione e distaccate a rotazione dalle flotte del Pacifico e dell'Atlantico. Il NAVCENT e la 5ª flotta furono quindi poste sotto il comando di un unico ufficiale di bandiera a tre stelle e la base fu ufficialmente chiamata Naval Support Activity Bahrain.
Nel 2002, il NAVCENTCOM/5THFLT è stato incaricato di un terzo ruolo, guidando la neonata Combined Maritime Forces (CMF), una coalizione di partner regionali e internazionali per sostenere l'ordine internazionale basato su regole e promuovere la prosperità fornendo sicurezza marittima e stabilità contro soggetti extra-nazionali illeciti lungo le rotte marittime regionali.
Oggi, il CMF è composta da 34 nazioni che supportano tre task force incentrate sull'antiterrorismo, la lotta alla pirateria e la sicurezza marittima. NAVCENT/5THFLT è composta da otto task force incentrate su attacco, risposta alle emergenze, guerra anti-mine, superficie, forze di spedizione, sistemi senza pilota e logistica, per supportare le operazioni navali che garantiscono stabilità e sicurezza marittima nella regione centrale, che collega il Mediterraneo e il Pacifico attraverso l'Oceano Indiano occidentale e tre punti di restringimento geografico strategici.

## Organizzazione
Il comando, al 1 aprile 2022, ha l'autorità sui seguenti comandi subordinati operativi:
- Quinta Flotta
  - Task Force 50 -  (CTF-50) 
    - Pianifica e conduce operazioni d'attacco. Ad essa viene periodicamente assegnato un Gruppo d'attacco. Attualmente controlla il Destroyer Squadron 50 (COMDESRON five zero).

  - Task Force 51 -  (CTF-51) 
    - Conduce assistenza umanitaria e supporto in caso di catastrofi naturali. Attualmente controlla l'Amphibious Squadron 8 (COMPHIBRON eight).

  - Task Force 52 -  (CTF-52) 
    - Provvede al comando e controllo di tutte le unità anti mine della regione.
      - Mine Countermeasures Squadron 5 (COMCMRON five) - Base Manama, Bahrein.
        - USS Devastator (MCM-6)
        - USS Dextrous (MCM-13)
        - USS Gladiator (MCM-11)
        - USS Sentry (MCM-3)

  - Task Force 53 -  (CTF-53) 
    - Controlla le navi di supporto logistico del Military Sealift Command.
      - Military Sealift Command Ship Support Unit (SSU) - Base Manama, Bahrein
      -  USS Lewis B.Puller (ESB-3)
      -  USNS Wally Schirra (T-AKE-8)
      - 1 Rimorchiatore oceanico USNS Catawba (T-ATF-168)
      - 1 Nave da ricerca oceanografica USNS Bruce C. Heezen (T-AGS-64)
      -  1 Vascello veloce da trasporto USNS Choctaw County (T-EPF-2)

  - Task Force 54 -  (CTF-54) 
    - Provvede al comando e controllo di tutte le forze sottomarine della regione.

  - Task Force 55 -  (CTF-55) 
    - Provvede al comando e controllo di tutte le unità di pattugliamento costiero, incluse quelle della U.S.Coast Guard, della regione.
      - Patrol Coastal Squadron 1 (PC SQUADRON one) - Base Manama, Bahrein
        - USS Tempest (PC-2)
        - USS Hurricane (PC-3)
        - USS Monsoon (PC-4)
        - USS Typhoon (PC-5)
        - USS Sirocco (PC-6)
        - USS Squall (PC-7)
        - USS Chinook (PC-9)
        - USS Firebolt (PC-10)
        - USS Whirlwind (PC-11)
        - USS Thunderbolt (PC-12)

  - Task Force 56 -  (CTF-56)
    - Controlla tutte le unità del Navy Expeditionary Combat Command assegnate.
      - CTF-56.1 - EOD/DIVERS
      - CTF-56.2 - NCF
      - CTF-56.3 - NAVELSG
      - CTF-56.7 - CRF
        - Coastal Riverine Group Two Detachment (CRG 2 Det.) - Base Bahrein

      - CTF-56.8 - NCF AFGHANISTAN
      - CTF-56.9 - NEIC/COMCAM
      - CTF-56.10 - EOD AFGHANISTAN
      - CTF-56.11 - CRF EST

  - Task Force 57 -  (CTF-57)
    - Command Patrol and Reconnaissance Wing 57

  - Combined Maritime Forces:
    - Combined Task force 150 - (CCTF-150)
    - Combined Task force 151 - (CCTF-151)
    - Combined Task force 152 - (CCTF-152)